# Västra Örträsk
Västra Örträsk är en småort i Örträsks socken i Lycksele kommun, Västerbottens län. Den ligger väster om Örträsksjön (Öreälven) och utgör tillsammans med Östra Örträsk öster om sjön orten Örträsk. 2015 hade antalet invånare inom småorten sjunkit till under 50 och småorten upplöstes.